# Goodall Gondwe

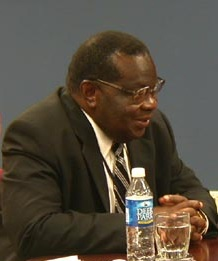
Goodall Gondwe (2014)

Goodall Edward Gondwe (* 1. Dezember 1936 in Kayiwonanga; † 8. August 2023) war ein malawischer Ökonom und Politiker (Democratic Progressive Party).

## Leben
Gondwe wurde 1936 im nordmalawischen Dorf Kayiwonanga, nahe Mzimba, geboren. Er studierte an der Universität London. Das Studium schloss er mit einem Bachelor of Science ab.
Er arbeitete 22 Jahre für den Internationalen Währungsfonds, darunter als Direktor für die Region Afrika.
Er war Vize-Präsident der Afrikanischen Entwicklungsbank (AfEB), darunter Interimspräsident zwischen 1979 und 1980, eine Zeit, in der sowohl Afrika als auch die AfEB stark geprägt waren von den Ölpreiskrisen 1973 und 1979/1980.
Seine politische Karriere begann er als ökonomischer Berater des Präsidenten Bakili Muluzi, gefolgt von Ministerialaufgaben unter Präsident Bingu wa Mutharika.
Ab 2002 war er Regierungsmitglied Malawis. Außerdem wurde er 2005 als Abgeordneter von Mzimba ins Parlament gewählt. In seiner Amtszeit als Finanzminister von 2004 bis Juni 2009 schaffte es Malawi, die Inflation von 30 % im Jahr 2005 auf 6 % im Jahr 2008 zu drücken und das Wirtschaftswachstum auf 6 % anzukurbeln. Nach den Wahlen vom 19. Mai 2009 wurde er von Bingu wa Mutharika im Juni 2009 zum Minister, zuständig für Kommunalverwaltung und Entwicklung des ländlichen Raums, ernannt, was er bis August 2010 war.
Am 1. August 2011 wurde er zum Vize-Präsidenten der Democratic Progressive Party gewählt und zum neuen Minister für natürliche Rohstoffe, Energie und Umweltfragen ernannt, was er bis zum 26. April 2012 war, nachdem es durch die neugewählte Präsidentin Joyce Banda zur Regierungsneubildung kam.
Ab dem 6. Juni 2014 war er unter Präsident Peter Mutharika Minister für Finanzen, Wirtschaftsplanung und -entwicklung. Godall gab im November 2019 das Ziel bekannt, durch weiteres Wirtschaftswachstum – Malawis Wirtschaftswachstum ist das stärkste in der Region –, dass Malawi ab 2020 nicht mehr zu den am wenigsten entwickelten Ländern gehören solle.